# Gephyromantis ranjomavo
Gephyromantis ranjomavo es una especie de anfibio anuro de la familia Mantellidae.

## Distribución geográfica
Esta especie es endémica de Madagascar. Habita a unos 1326 m sobre el nivel del mar en el Parque Nacional Marojejy.

## Descripción
Las 2 muestras masculinas observadas en la descripción original tienen una longitud estándar de entre 23.5 mm y 25.8 mm.

## Etimología
El nombre de su especie, compuesto del malgalache ranjo "pata" y de mavo, "amarillo", le fue dado en referencia a la coloración de sus patas traseras.

## Publicación original
- Glaw & Vences, 2011 : Description of a new frog species of Gephyromantis (subgenus Laurentomantis) with tibial glands from Madagascar. Spixiana, vol. 34, n.º 1, p. 121-127